# رابین دونیش
رابین دونیش (انگلیسی: Robin Devenish؛ زاده) یک دانشمند اهل بریتانیا است.